# 北中卡斯 (明尼蘇達州)
北中卡斯（英語：North Central Cass）是位於美國明尼蘇達州卡斯縣的一個未組織地區。

## 地方資料
北中卡斯的面積為230.70平方千米，當中陸地面積為21.06平方千米，而水域面積為209.64平方千米。根據2020年美國人口普查的數據，當地共有人口33人，而人口密度為每平方千米0.14人。